# 昏 (米开朗基罗)

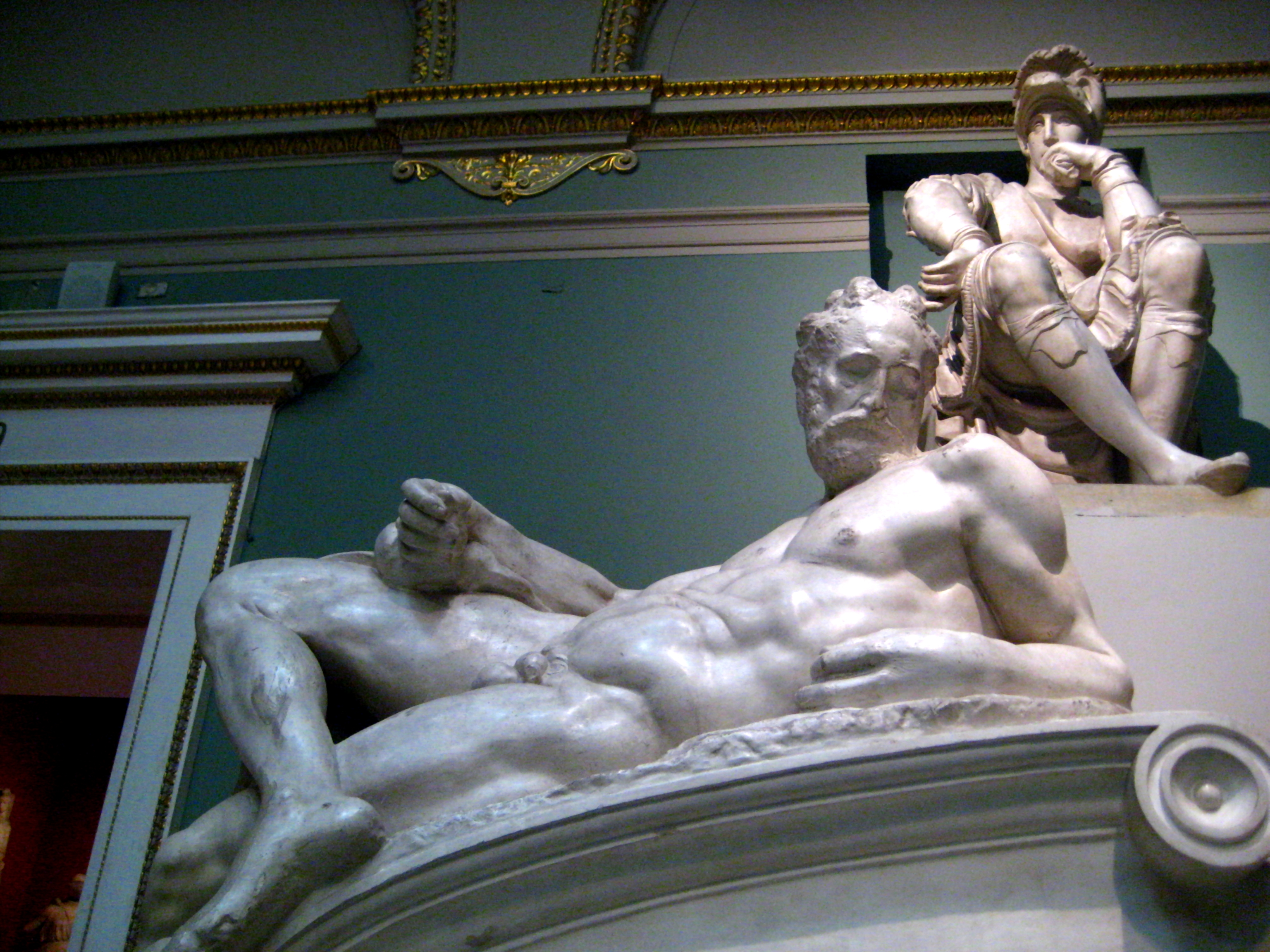

《昏》（意大利语：Crepuscolo，英语：Dusk）是意大利文艺复兴全盛期大师米开朗基罗的一尊大理石雕塑，创作于1524-1534年。这尊雕塑位于意大利中部佛罗伦萨的圣老楞佐圣殿（San Lorenzo）美第奇小圣堂的新祭衣间（Sagrestia Nuova），用于装饰美第奇家族的洛伦佐二世·德·美第奇（1492年－1519年）的陵墓，与《晨》构成一对：《晨》位于右侧，是一位年轻的女子；而《昏》位于陵墓左侧，是一位年老的男子。

## 历史
其创作开始于1524年，在克勉七世当选为教宗之后，恢复了新祭衣间的工程。雕塑的终止日期仍不得而知，然而，在佛罗伦萨围城（1529-1530年）期间，创作曾经中断，1531年恢复。